# Гебхард VII фон Кверфурт
Гебхард VII фон Кверфурт „Стари“ (на немски: Gebhard VII von Querfurt; † сл. 29 юни 1322) от фамилията на графовете Кверфурти на род Мансфелд, е господар на Кверфурт (1297).

## Произход
Той е син на Гебхард VI фон Кверфурт († 1297), граф на Остерфелд (1269), и съпругата му фон Липе, дъщеря на Бернхард III фон Липе († 1264/1265) и София фон Арнсберг-Ритберг († 1285). Брат му Герхард фон Кверфурт († 1312/1313) е духовник в Халберщат, Хилдесхайм и Гослар.

## Фамилия
Гебхард VII фон Кверфурт се жени за Хадевиг фон Лобдебург († сл. 1318), дъщеря на Ото IV фон Лобдебург-Арншаугк († 2 юли 1289) и съпругата му фон Шварцбург-Бланкенбург. Те имат двама сина:
- Гебхард X фон Кверфурт († между 20 септември и 28 ноември 1354, убит), господар на Мюлберг, баща на Зигфрид фон Кверфурт, господар на Мюлберг-Кличен († сл. 23 юни 1396)
- Буркхард (Бусо) VI фон Кверфурт († 1340), господар на Небра, женен I. за Мехтилд фон Ваймар-Орламюнде († 23 юни 1359), II. за Мехтилд фон Ваймар-Орламюнде († сл. 1340)